# Vienna Open 2005 - Qualificazioni singolare
Le qualificazioni del singolare al Vienna Open 2005 sono state un torneo di tennis preliminare per accedere alla fase finale della manifestazione. I vincitori dell'ultimo turno sono entrati di diritto nel tabellone principale. In caso di ritiro di uno o più giocatori aventi diritto a questi sono subentrati i lucky loser, ossia i giocatori che hanno perso nell'ultimo turno ma che avevano una classifica più alta rispetto agli altri partecipanti che avevano comunque perso nel turno finale.
Le qualificazioni del torneo Vienna Open 2005 prevedevano 16 partecipanti di cui 4 sono entrati nel tabellone principale.

## Teste di serie
1. Thierry Ascione (primo turno)
2. Nicolás Almagro (Qualificato)
3. Gilles Simon (ultimo turno)
4. Dick Norman (ultimo turno)

1. Antony Dupuis (Qualificato)
2. Simon Greul (ultimo turno)
3. Jean-René Lisnard (Qualificato)
4. Łukasz Kubot (primo turno)

## Qualificati
1. Rainer Eitzinger
2. Nicolás Almagro

1. Jean-René Lisnard
2. Antony Dupuis

## Tabellone

### Legenda
| - Q = Qualificato - WC = Wild card - LL = Lucky loser | - ALT = Alternate - SE = Special Exempt - PR = Protected Ranking | - w/o = Walkover - r = Ritirato - d = Squalificato |

### Sezione 1
|  | Primo turno | Primo turno      | Primo turno | Primo turno | Primo turno |  |  | Ultimo turno     | Ultimo turno     | Ultimo turno | Ultimo turno | Ultimo turno |  |
|  |             |                  |             |             |             |  |  |                  |                  |              |              |              |  |
|  |             | Pavel Šnobel     | 1           | 7           | 6           |  |  |                  |                  |              |              |              |  |
|  | 1           | Thierry Ascione  | 6           | 612         | 4           |  |  | Pavel Šnobel     | Pavel Šnobel     | 6            | 64           | 1r           |  |
|  |             | Rainer Eitzinger | 1           | 6           | 7           |  |  | Rainer Eitzinger | Rainer Eitzinger | 3            | 7            | 3            |  |
|  | 8           | Łukasz Kubot     | 6           | 4           | 63          |  |  |                  |                  |              |              |              |  |

### Sezione 2
|  | Primo turno | Primo turno           | Primo turno           | Primo turno | Primo turno |  |  | Ultimo turno | Ultimo turno    | Ultimo turno    | Ultimo turno | Ultimo turno |  |
|  |             |                       |                       |             |             |  |  |              |                 |                 |              |              |  |
|  | 2           | Nicolás Almagro       | 4                     | 7           | 6           |  |  |              |                 |                 |              |              |  |
|  |             | Julian Knowle         | 6                     | 5           | 3           |  |  | 2            | Nicolás Almagro | Nicolás Almagro | 6            | 6            |  |
|  | 6           | Simon Greul           | Simon Greul           | 7           | 6           |  |  | 6            | Simon Greul     | Simon Greul     | 4            | 1            |  |
|  |             | Andreas Haider-Maurer | Andreas Haider-Maurer | 5           | 1           |  |  |              |                 |                 |              |              |  |

### Sezione 3
|  | Primo turno | Primo turno       | Primo turno       | Primo turno | Primo turno |  |  | Ultimo turno | Ultimo turno      | Ultimo turno      | Ultimo turno | Ultimo turno |  |
|  |             |                   |                   |             |             |  |  |              |                   |                   |              |              |  |
|  | 3           | Gilles Simon      | 6                 | 3           | 7           |  |  |              |                   |                   |              |              |  |
|  |             | Arvind Parmar     | 1                 | 6           | 5           |  |  | 3            | Gilles Simon      | Gilles Simon      | 4            | 1            |  |
|  | 7           | Jean-René Lisnard | Jean-René Lisnard | 6           | 6           |  |  | 7            | Jean-René Lisnard | Jean-René Lisnard | 6            | 6            |  |
|  |             | Mathias Feitsch   | Mathias Feitsch   | 2           | 0           |  |  |              |                   |                   |              |              |  |

### Sezione 4
|  | Primo turno | Primo turno     | Primo turno     | Primo turno | Primo turno |  |  | Ultimo turno | Ultimo turno  | Ultimo turno | Ultimo turno | Ultimo turno |  |
|  |             |                 |                 |             |             |  |  |              |               |              |              |              |  |
|  | 4           | Dick Norman     | Dick Norman     | 7           | 6           |  |  |              |               |              |              |              |  |
|  |             | Tobias Summerer | Tobias Summerer | 65          | 3           |  |  | 4            | Dick Norman   | 6(1)         | 7            | 63           |  |
|  | 5           | Antony Dupuis   | 6               | 3           | 6           |  |  | 5            | Antony Dupuis | 7            | 63           | 7            |  |
|  |             | Grégory Carraz  | 4               | 6           | 1           |  |  |              |               |              |              |              |  |